# Huis Palts-Hilpoltstein
Palts-Hilpoltstein was een zijtak van het huis Palts-Neuburg.
Na de dood van paltsgraaf Filips Lodewijk van Palts-Neuburg in 1614 werd hij opgevolgd door zijn zoon Wolfgang Willem. Twee jongere zonen kregen bezittingen binnen het vorstendom Neuburg, maar dit waren geen deelvorstendommen. Johan Frederik kreeg Hilpoltstein. Omdat hij in 1644 zonder nakomelingen overleed, werd Hilpoltstein weer herenigd met het vorstendom Neuburg.